# Francisco Octavio Navarro Carranza
Francisco Octavio Navarro Carranza (* 26. Juli 1902 in Lagos de Moreno, Jalisco; † 9. Dezember 1967 in Port-au-Prince) war ein mexikanischer Botschafter.

## Leben
Der Dramaturg Francisco Octavio Navarro Carranza war im September 1941 erster Sekretär bei Juan F. Azcárate Pino an der mexikanischen Botschaft in Berlin und später an den Botschaften in Kolumbien und Costa Rica akkreditiert.

## Dramatisches Werk
- La rebelión del hombre, 1930
- El mundo sin deseo, 1931
- La senda obscura, Trilogía, 1935
- La ciudad, El mar y La montaña
- El crepúsculo, Muerte en el bosque, 1941

## Essayistisches Werk
- Alemania por dentro, 1941–1942. Ediciones Ibero-Americanas, 1943, 343 S.[4]

| Vorgänger                           | Amt                                                                         | Nachfolger                        |
| ----------------------------------- | --------------------------------------------------------------------------- | --------------------------------- |
| Benito Coquet Lagunes               | Mexikanischer Botschafter in Habanna 10. Februar 1953 bis 15. Dezember 1953 | Enrique Gilberto Bosques Saldívar |
| José Carlos Manuel González Parrodi | Mexikanischer Botschafter in Lissabon 17. Juni 1955 bis 10. Juli 1956       | Tomás Valles Vivar                |
| Tomás Valles Vivar                  | Mexikanischer Botschafter in Lissabon 26. November 1957 bis 10. Juli 1958   | Rafael Urdaneta de la Tour        |
| Luis Alva Cejudo                    | Mexikanischer Botschafter in Ankara 14. September 1960 bis 1. Oktober 1967  | Ernesto Soto Reyes                |
| Ernesto Soto Reyes                  | Mexikanischer Botschafter in Port-au-Prince 7. bis 9. Dezember 1967         | Guillermo Corona Muñoz            |